# 青年左翼 (奥地利)

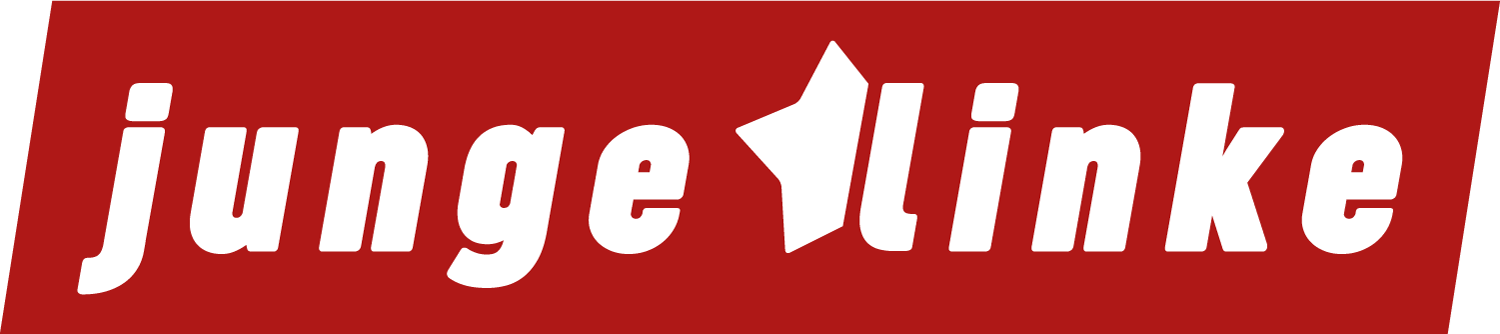
青年左翼标志

青年左翼（德語：Junge Linke，缩写为JL）是奥地利的一个左翼青年组织，为奥地利共产党的青年翼。2018年6月，该组织在林茨成立。其前身青年绿党于2017年春季脱离绿党—绿色替代。2021年，该组织有300多名成员。该组织是奥共加的成员。